# Paralimnophyes pullulus
Paralimnophyes pullulus är en tvåvingeart som först beskrevs av Frederick Askew Skuse 1889.  Paralimnophyes pullulus ingår i släktet Paralimnophyes och familjen fjädermyggor. Inga underarter finns listade i Catalogue of Life.